# LOBO electronic
Die LOBO electronic GmbH ist Hersteller und Dienstleistungsunternehmen im Bereich Lasershow und Multimedia mit Sitz in Aalen und gilt als Weltmarktführer in diesem Segment. Neben Steuerungen für Laser- und Multimediashows stellt LOBO Laser-Farbmischsysteme, Scanning-Systeme, Laser-Projektoren sowie Waterscreens (Projektionsflächen aus Wasser) her. Daneben ist LOBO als Miet-Dienstleister und Showproduzent tätig. Der Name LOBO setzt sich aus den Anfangsbuchstaben der Namen des alleinigen Gesellschafters und Geschäftsführers Lothar Bopp zusammen.

## Geschichte
1982 wurde das Unternehmen von Lothar Bopp gegründet. 1987 brachte LOBO die erste serienreife RGB-Farbmischeinheit auf den Markt, mit der sich gezielt die Farben innerhalb eines Laserbilds definieren ließen. 1988 folgte der Echtzeit-Parallelrechner LACON-3, die erste Steuerung in der Show- und Veranstaltungstechnik, sowie eine der ersten industriellen Anwendungen auf Transputer-Basis. Hierfür erhielt LOBO 1992 den Innovationspreis des Landes Baden-Württemberg. In Folge erhielt LOBO 1992 den LDI-Award (USA) und den SIB/SILB Award (Italien).
Seit 1994 ist das Unternehmen Mitglied der International Laser Display Association (ILDA) und erhielt im ersten Jahr seiner Mitgliedschaft für die Multimediashow 1250 Jahre Fulda den ersten ILDA Award, die bedeutendste Auszeichnung der Showlaser-Branche. 1996 bezeichnete Hermann Simon in seinem Buch Die heimlichen Gewinner (Hidden Champions) LOBO als einen Hidden Champion für computergesteuerte Lasersysteme. 1997 porträtiert das Handelsblatt das Unternehmen LOBO in seiner Serie „Unbekannte Marktführer“: „LOBO ELECTRONIC GMBH / Der technologische Weltmarktführer setzt Maßstäbe“
Im Jahr 2000 trat LOBO als ein Gastgeber, zusammen mit MediaLas Laserproducts aus Balingen, der jährlichen ILDA-Konferenz in Stuttgart auf. Die 2001 vorgestellte Laser- und Multimedia-Workstation LACON-5 erhält noch im selben Jahr den TiLE Award. 2005 setzte sich LOBO an die Spitze der Rangliste der vergebenen ILDA Awards. 2007 bezeichnet Hermann Simon in seinem neuen Buch Hidden Champions des 21. Jahrhunderts die Firma LOBO als Marktführer für Lasershows.

## Haupt-Produktlinien
- LACON-5: Modular aufgebaute Echtzeit-Laser- und Multimediasteuerung
- MODULA-5: Modular erweiterbares Lasershow-Abspiel- und Recordingsystem
- RGB-Farbmischeinheiten: Farbmischeinheiten auf Basis von Farbmischkristallen (akusto-optisches Prinzip)
- AMP Scanningsysteme: Strahlablenksysteme zur vektoriellen Bilderzeugung
- DEMUX: Signalverteilungs-Geräte auf Basis des DDL-Systems (s. u.)
- Faser-Systeme: Faserkoppelsysteme, Ein-/Auskoppeloptiken sowie Glasfasern zur externen Speisung von Laserprojektoren mit Laserlicht
- Kompaktprojektoren: Komplette Einheit, bestehend aus Scanning- und Farbmischsystem.
- Spiegelsysteme: Zwei Produktlinien (für Innen- und Außeneinsatz) zur Umlenkung, Auffächerung oder Beugung von Laserstrahlen über größere Distanzen
- Leinwandsysteme: Statische und bewegte Leinwandsysteme sowie Antriebe (acht Hauptproduktlinien)
- Water Screen: Wasserprojektionsflächen zur Erzeugung Hologramm-ähnlicher Effekte mit Laser, Video, Dias oder Lichtprojektionen (sechs Produktlinien, u. a. für Innen und Außen)
- LMS: Dezidiertes Messsystem zur sicherheitstechnischen Beurteilung von Lasershows

Den meisten LOBO-Systemen und Komponenten liegt das sogenannte DDL-System zugrunde. Dabei werden die Steuersignale zu den Laserprojektoren und Peripheriegeräten optisch per Lichtwellenleiter übertragen. Der Lichtwellenleiter verbindet die Geräte in praktisch beliebiger Reihenfolge.
Vorteile sind neben einem geringeren Verkabelungsaufwand auch die Unempfindlichkeit gegenüber elektromagnetischen Einstreuungen.
DDL ist gleichzeitig ein geschlossenes Laser-Sicherheitssystem. Jede angeschlossene Komponente enthält autarke Sicherheitsüberwachungs-Systeme und überwacht gleichzeitig die sicherheitstechnisch relevante Funktion anderer Geräte am selben Bus.
Laut LOBO führt ein sicherheitsrelevanter Fehler zu einer Selbstabschaltung in weniger als 1 ms.

## Feste Installation
- Komplette Multimedia-Attraktionen für Freizeitparks
Europa-Park, Hansa-Park, Changzhou Dinosaur Park
- Bordunterhaltungs-Systeme für Kreuzfahrtschiffe
Queen Mary 2, Costa Serena, Costa Concordia, Costa Magica, Costa Fortuna, Costa Mediterranea, Celebrity Cruises Mercury, Century
- Planetarien
Planetarium Hamburg, Planetarium Stuttgart, ehem. Planetarium im Forum am Deutschen Museum, Planetarium Mannheim
- Kinos
Cineplexx-Kette Österreich
- Informationszentren und Exponate
BMW Museum, Leitz Oberkochen
- Diskotheken

## Temporäre Shows
- Nationalfeiertage
Ungarischer Nationalfeiertag in Budapest, Show zu 75 Jahre Türkei in Ankara
- Großveranstaltungen von nationalem und internationalem Rang
Offizielle Millennium Feier vor dem Brandenburger Tor, Olympische Spiele in Barcelona
- Temporäre Freizeitpark-Shows
Summernights im Holiday Park, Eröffnung Europa-Park Colosseo
- Produktpräsentationen und Firmenveranstaltungen
Mercedes-Benz, BMW, BAYER